# Pervomaiske (Mikolaiv)
Pervomaiske (en ucraniano: Первомайське) es un pueblo ucraniano perteneciente al óblast de Mikolaiv. Situado en el sur del país, forma parte del raión de Mikolaiv y es centro del municipio (hromada) homónimo.  

## Toponimia
El nombre de la ciudad en ruso también es Pervomaískoye (en ruso: Первомайское).

## Geografía
El asentamiento está situado en la margen derecha del río Bilozerka, a 41 km de Mikolaiv. El canal Dniéper-Inhulets pasa justo al sur del asentamiento. 

## Historia
El asentamiento fue fundado a principios del siglo XX como el seló de Zasillia para dar servicio a la estación de tren del mismo nombre. En 1939, el raión rural de Mikolaiv (a veces denominado raión de Mikolaiv) se estableció en el óblast de Mikolaiv con el centro en la ciudad de Mikolaiv. El 12 de septiembre de 1944, el raión de Mikolaiv Raion pasó a llamarse raión de Zhovtneve y el centro administrativo de la raión fue transferido de Mikolaiv a Zhovtneve. A principios de los años 1960 se amplió considerablemente con la construcción de una fábrica de azúcar y en 1965 se le concedió el estatus de asentamiento de tipo urbano.
El 19 de mayo de 2016, el raión de Zhovtneve pasó a llamarse raión de Vitovka de conformidad con la ley que prohíbe los nombres de origen comunista. Hasta el 18 de julio de 2020, Pervomaiske fue el centro administrativo del raión de Vitovka. El raión se abolió en julio de 2020 como parte de la reforma administrativa de Ucrania, que redujo el número de rayones del óblast de Mikolaiv a cuatro. El área del raión de Vitovka se fusionó con el raión de Mikolaiv.En 2023, Pervomaiske perdió el estatus de asentamiento de tipo urbano debido a la eliminación de este estatus administrativo.

## Demografía
La evolución de la población de Pervomaiske entre 1989 y 2022 fue la siguiente:
| 3801                                                          | 3552 | 2931 | 2901 | 2784 | 2763 | 2638 |
| (Fuente: Cities & Towns of Ukraine y UKRAINE: Größere Städte) |      |      |      |      |      |      |

Según el censo de 2001, la lengua materna de la mayoría de los habitantes, el 91,02%, es el ucraniano; del 8,33% es el ruso.

## Infraestructura

### Transportes
La estación de tren más cercana está en Zasillia, 2 km al suroeste, en la línea ferroviaria que conecta Mikolaiv y Snijurivka.